# Лопушанська Олександра Іванівна
Олександра Іванівна Лопушанська (1 січня 1916, м. Хотин, Хотинський повіт Бессарабської губернії Російської імперії — 29 жовтня 1995, м. Чернівці, Україна) — хімік, педагог, громадський діяч, почесний професор Чернівецького університету, почесний громадянин міста Чернівці.

## Біографія
Народилась в багатодітній сім'ї — родина складалась із 10 осіб, батько та мати були неписьменними, жили бідно.
Училась в початковій чотирирічній школі, потім — у Хотинському ліцеї.
В 1937 році перейшла з Румунії до СРСР, але за нелегальний перехід кордону радянськими властями направлена у виправно-трудовий табір Карагандинської областї (Казахстан), де працювала до 1942 року. Потім ще 6 років роботи у Казахстані в радгоспі на посаді лаборанта.
Тільки в 1948 році Лопушанська О. І. повернулася у рідне місто Хотин, де працювала й закінчувала середню вечірню школу.
В 1949 році вступила на хімічний факультет Кишинівського держуніверситету, але в 1951 році перевелась на навчання у Чернівці, де в 1955 році закінчила хімічний факультет із відзнакою та вступила до аспірантури.
З 1958 року, по закінченні аспірантури, працювала на кафедрі фізичної хімії на різних посадах — викладачем, старшим науковим співробітником, доцентом, професором.
У 1959 році захистила кандидатську, в 1966 — докторську дисертації.
З 1971 року завідувала кафедрою фізичної хімії, де за її ініціативою була відкрита перша у СРСР проблемна лабораторія термодинаміки незворотних процесів у хімії.
Після виходу на пенсію у 1987 році працювала професором кафедри фізичної хімії.
Обиралася депутатом обласної й міської рад.
Померла 29 жовтня 1995 року. Похована на Руському кладовищі міста Чернівці.

## Науково-видавнича діяльність
Лопушанська О. І. автор 220 наукових публікацій та авторських свідоцтва на винаходи.
Під її керівництвом в Чернівецькому університеті була заснована єдина у СРСР проблемна науково-дослідна лабораторія з термодинаміки незворотних процесів в хімії, яка стала координуючим і об'єднуючим центром для вчених Радянського союзу в цій галузі.
Лопушанська О. І. була членом редколегії міжнародного журналу «Journal of Non-Equilibrium Thermodynamics», відповідальним редактором збірника наукових праць «Термодинамика необратимых процессов», який було видано в 1987 році у видавництві «Наука» (м. Москва).

## Педагогічна діяльність
Двоє з учнів Лопушанської О. І. захистили докторські дисертації: Нечипорук В. В. — доктор фіз.-мат. наук, Тевтуль Я.Ю. — доктор хімічних наук.
Серед її учнів кандидати хімічних наук Балтер А. М. (м. Кишинів), Бзовий Е. Г., Бербець М. Д. (м. Чернівці), Біла Л. М.(м. Черкаси), Воєвідка С. Д., Горлей В. В., Григоришин П. М. (м. Чернівці), Груздов Б. В. (м. Ленінград), Зуєва Т. С., Іванова Л. В., Капранов В. Н. (м. Чернівці), Кашпор В. М. (м. Житомир), Котелевець К. С. (м. Донецьк), Лесина Н. В. (м. Чернівці), Марковський Б. І. (Держава Ізраїль), Маковей Г. Л. (м. Чернігів), Наумов М. П., Наумова Л. М. (м. Волгоград), Негрич В. В. (м. Івано-Франківськ), Памфілова Л. А. (м. Москва), Похмьолкіна С. О. (м. Дніпропетровськ), Прозорова (Ориняк) М. В. (м. Київ), Протопопов Є. В. (м. Москва), Цвєткова Л. Б. (м. Львів), Цісар І. О. (м. Вінниця),

## Нагороди
- Звання «Заслужений працівник вищої школи УРСР» (1970);
- Звання «Почесний громадянин міста Чернівців» (1987);
- Орден «Знак Пошани» (1981);
- Почесний професор Чернівецького національного університету імені Юрія Федьковича (1995)
- Нагрудний знак «Изобретатель СССР» та медалі.